# Peter Pace
Peter Pace est un général de l’armée américaine, issu des Marines, et qui fut le 17e Chef d'état-major des armées des États-Unis, poste auquel il fut le premier marine à avoir été nommé. Il fut désigné par le Président George W. Bush.
Il succéda au général Richard Myers, issu de l’Air Force le 30 septembre 2005. Auparavant, il fut le 6e adjoint au chef d’état-major des armées, entre le 1er octobre 2001 et le 12 août 2005, et le commandant de l’U.S. Souther Command, entre le 8 septembre 2000 et le 30 septembre 2001.

## Promotions
| Insigne | Grade              | Équivalent français      | Période                        |
| ------- | ------------------ | ------------------------ | ------------------------------ |
|         | Second Lieutenant  | Sous-lieutenant          | 1967 – 1969                    |
|         | First Lieutenant   | Lieutenant               | 1969 – avril 1971              |
|         | Captain            | Capitaine                | Avril 1971 – novembre 1977     |
|         | Major              | Commandant               | Novembre 1977 – octobre 1982   |
|         | Lieutenant Colonel | Lieutenant-Colonel       | Octobre 1982 – octobre 1988    |
|         | Colonel            | Colonel                  | Octobre 1988 – 6 avril 1992    |
|         | Brigadier General  | Général de Brigade       | 6 avril 1992 – 21 juin 1994    |
|         | Major General      | Général de division      | 21 juin 1994 – 5 août 1996     |
|         | Lieutenant General | Général de corps d'armée | 5 août 1996 – 8 septembre 2000 |
|         | General            | Général d'armée          | 8 septembre 2000               |

## Récompenses et décorations

### Récompenses et décorations américaines et étrangères

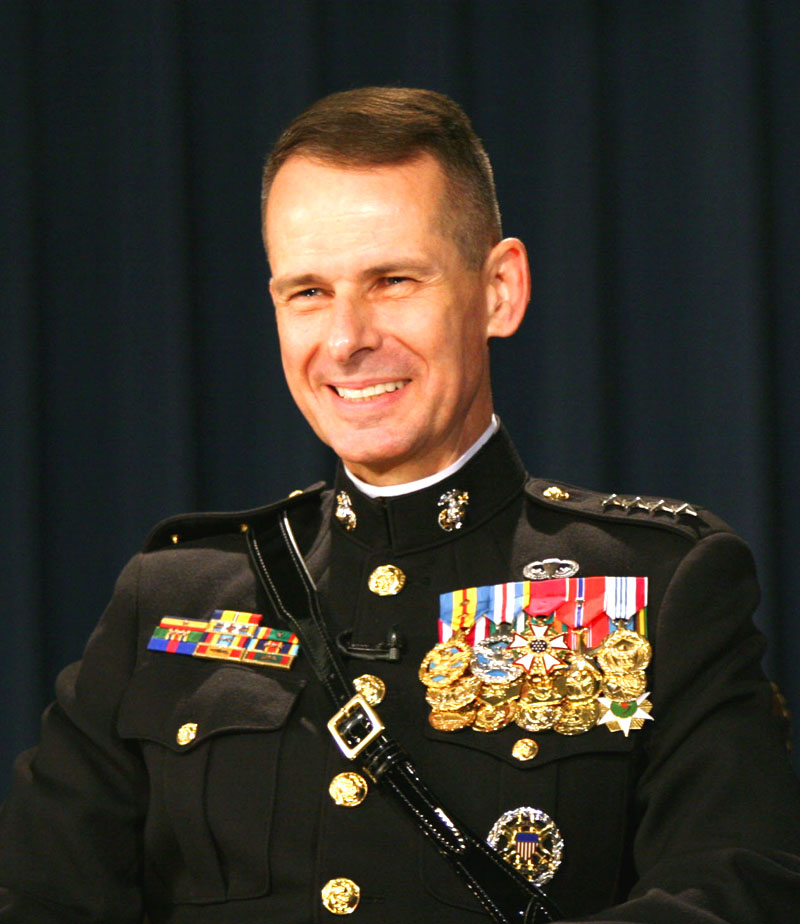
Peter Pace portant médailles, rubans, et ses quatre étoiles.

Décorations personnelles incluant :
|                                                                             |                                         |                                                                             |                           |  |  |  |  |  |  |
| Bronze oak leaf cluster · Bronze oak leaf cluster · Bronze oak leaf cluster |                                         |                                                                             |                           |  |  |  |  |  |  |
|                                                                             |                                         |                                                                             |                           |  |  |  |  |  |  |
|                                                                             | Gold star                               |                                                                             | Gold star                 |  |  |  |  |  |  |
|                                                                             | Bronze star                             | Bronze oak leaf cluster · Bronze oak leaf cluster · Bronze oak leaf cluster | Bronze star               |  |  |  |  |  |  |
| Bronze star · Bronze star · Bronze star                                     |                                         | Bronze star · Bronze star                                                   | Bronze star · Bronze star |  |  |  |  |  |  |
| Silver star · Bronze star                                                   |                                         |                                                                             |                           |  |  |  |  |  |  |
| Bronze star · Bronze star                                                   | Bronze star · Bronze star · Bronze star |                                                                             |                           |  |  |  |  |  |  |
|                                                                             |                                         |                                                                             |                           |  |  |  |  |  |  |
|                                                                             |                                         | Bronze star                                                                 |                           |  |  |  |  |  |  |
|                                                                             |                                         |                                                                             |                           |  |  |  |  |  |  |
|                                                                             |                                         |                                                                             |                           |  |  |  |  |  |  |